# المغابشة (أسلم)

تعديل مصدري - تعديل

المغابشة هي إحدى قرى عزلة أسلم الشام بمديرية أسلم التابعة لمحافظة حجة، بلغ تعداد سكانها 113 نسمة حسب تعداد اليمن لعام 2004.